# Scrooge (film 1923)
Scrooge è un cortometraggio muto del 1923 diretto da Edwin Greenwood.
Fin dal 1901 compaiono nel cinema muto numerosi adattamenti del romanzo Canto di Natale di Charles Dickens. Questo è uno dei tre cortometraggio realizzati in Inghilterra sul soggetto negli anni venti, e l'ultima versione muta ad essere prodotta.
Il film è parte di una serie di 10 pellicole, intitolata Gems of Literature, dedicata ad adattamenti da celebri opere letterarie. Protagonista è l'attore inglese Russell Thorndike nel ruolo di Ebenezer Scrooge.

## Trama
L'avaro e gretto Ebenezer Scrooge, alla vigilia di Natale, non vuole fare la carità né è intenerito dalla visita di un nipote. Tornato a casa, Scrooge vede il fantasma del suo ex socio che lo mette in guardia. La notte, verrà poi visitato da tre spiriti: lo spirito del Natale passato, lo spirito del Natale presente e lo spirito del futuro che lo attende se non cambia atteggiamento verso gli altri.

## Produzione
Il film fu prodotto nel Regno Unito da British & Colonial Kinematograph Company.

## Distribuzione
Il film uscì nelle sale cinematografiche britanniche il 1 maggio 1923, distribuito dalla Walturdaw.